# Monosigynes sphyrninus
Monosigynes sphyrninus là một loài bọ cánh cứng trong họ Oedemeridae. Loài này được Vazquez miêu tả khoa học năm 2004.